# Рюан
Рюа́н (фр. Ruhans) — коммуна во Франции, находится в регионе Франш-Конте. Департамент — Верхняя Сона. Входит в состав кантона Монбозон. Округ коммуны — Везуль.
Код INSEE коммуны — 70456.

## География
Коммуна расположена приблизительно в 330 км к юго-востоку от Парижа, в 26 км севернее Безансона, в 19 км к югу от Везуля.
По территории коммуны протекает река Кенош (фр. Quenoche). Около половины территории коммуны покрыто лесами.

## Население
Население коммуны на 2010 год составляло 146 человек.
| 1962 | 1968 | 1975 | 1982 | 1990 | 1999 | 2010 |
| ---- | ---- | ---- | ---- | ---- | ---- | ---- |
| 68   | 89   | 75   | 111  | 105  | 111  | 146  |

## Экономика

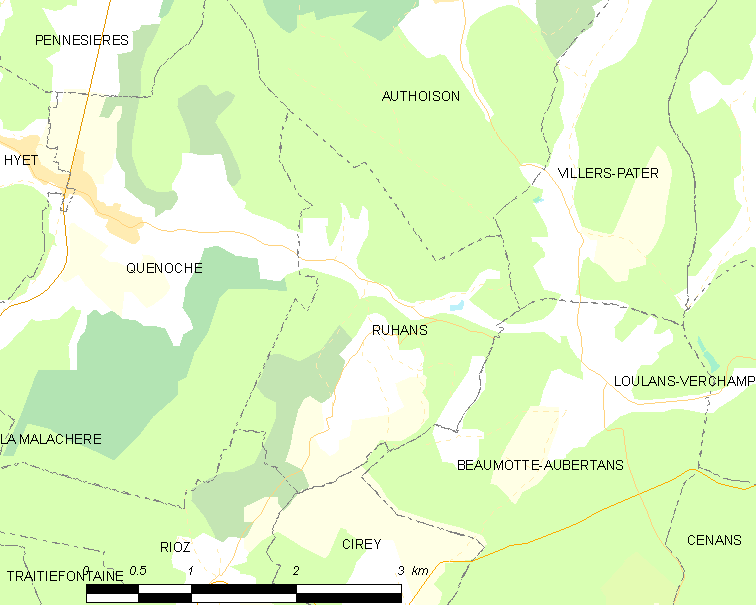
Карта коммуны

В 2010 году среди 88 человек трудоспособного возраста (15—64 лет) 61 были экономически активными, 27 — неактивными (показатель активности — 69,3 %, в 1999 году было 79,5 %). Из 61 активных жителей работали 60 человек (31 мужчина и 29 женщин), безработным был 1 мужчина. Среди 27 неактивных 11 человек были учениками или студентами, 11 — пенсионерами, 5 были неактивными по другим причинам.